# Фронт освобождения Джамму и Кашмира
Фронт освобождения Джамму и Кашмира (англ. Jammu Kashmir Liberation Front, JKLF) — националистическая кашмирская организация, основанная в Лондоне 29 мая 1977 года Амануллой Ханом и Макбулом Бхатом. Имеет свои отделения в американской и европейской диаспорах, в Индии и в Пакистане.

## Позиция
Фронт освобождения Джамму и Кашмира позиционируется как светская (не исламистская) националистическая организация, выступающая за воссоединение индийской и пакистанской части Кашмира в качестве независимого государства.